# Windows 11
Windows 11 je 64bitový operační systém pro osobní počítače od firmy Microsoft z řady Windows NT, nástupce Windows 10. Oficiálně byl oznámen 24. června 2021 a jeho první vydání bylo uvedeno 5. října 2021. Systém Windows 11 je k dispozici ve verzi Home pro běžné uživatele a ve verzi Pro pro pokročilé uživatele a podnikový segment.
Windows 11 je dostupný zdarma uživatelům Windows 10 pomocí Windows Update za podmínky splnění předepsaných minimálních hardwarových požadavků. Windows 11, na rozdíl od předchozích verzí, již podporují pouze počítače s 64bitovou architekturou AMD64 a UEFI, vyžadují podporu funkce Secure Boot a TPM 2.0, relativně nový procesor (Intel Coffee Lake, tj. alespoň 8. generace nebo alespoň AMD Zen, tj. Ryzen 3 a novější), grafický čip musí podporovat DirectX 12 a podobně (viz kapitola Minimální hardwarové požadavky).
V roce 2025 se stal vůbec nejpoužívanějším operačním systémem na osobních počítačích na světě, když jej používalo přibližně 52 % všech počítačů.

## Vývoj
Po vydání Windows 10 v roce 2015 prohlásil vývojář Microsoftu Jerry Nixon, že se jedná o „poslední verzi systému Windows“. Operační systém byl považován za službu (“Windows as a service”), jejíž nová sestavení a aktualizace budou vydávány postupně. Spekulace o nové verzi či přepracovanému designu systému Windows se však objevily poté, co společnost Microsoft v roce 2021 zveřejnila nabídku práce odkazující na „rozsáhlé omlazení“ systému. Údajně se jednalo o redesign s kódovým označením „Sun Valley“ [sʌn ˈvæli], který měl zmodernizovat uživatelské rozhraní systému.
Ředitel Satya Nadella během svého projevu na začátku vývojářské konference Microsoft Build 2021 v květnu 2021 zmínil novou generaci systému Windows, kterou podle svých slov několik měsíců testoval, s tím, že o ní společnost brzy sdělí více. Týden po konferenci začal Microsoft rozesílat pozvánky na speciální akci, která se měla konat 24. června 2021 v 11 EDT (17 hodin SELČ). Právě čas zahájení – 11 hodin (což je pro akci Microsoftu neobvyklý čas) vyvolal spekulace, že jde o narážku na Windows 11. Dne 10. června Microsoft zveřejnil na YouTubu 11minutové video se zvuky při spuštění systému Windows, které opět vyvolalo spekulace ohledně Windows 11.
15. června 2021 unikla na internet předběžná verze systému Windows 11, která obsahovala rozhraní připomínající zrušený systém Windows 10X spolu s přepracovaným rozhraním po prvním spuštění (tzv. out-of-the-box experience – OOBE) a logem Windows 11.
Windows 11 byl oficiálně oznámen na akci společnosti Microsoft 24. června 2021 v 11 hodin EDT (17 hodin SELČ).
Zástupci Microsoftu zdůraznili, že celý systém byl navržen pro svižnější a příjemnější práci; krom upravené nabídky Start se to týká i aktualizací – ty by měly zabírat zhruba poloviční objem dat oproti oněm pro Windows 10.
Velký důraz je kladen také na hryː podnik slibuje, že jednotlivé herní tituly se budou načítat daleko rychleji. A prostřednictvím technologie AutoHDR mají Windows 11 nabídnout špičkovou grafiku u her i bez zásahu vývojářů.

### Vydané verze
| Jméno                  | Verze | Kódové jméno | Číslo buildu | Datum vydání   | Datum ukončení podpory | Datum ukončení podpory | Datum ukončení podpory | Datum ukončení podpory |
| Jméno                  | Verze | Kódové jméno | Číslo buildu | Datum vydání   | Home, Pro              | Education, Enterprise  | Enterprise LTSC        | IoT Enterprise LTSC    |
| ---------------------- | ----- | ------------ | ------------ | -------------- | ---------------------- | ---------------------- | ---------------------- | ---------------------- |
| Windows 11             | 21H2  | Sun Valley   | 22000        | 5. října 2021  | 10. října 2023         | 8. října 2024          | —                      | —                      |
| Windows 11 2022 Update | 22H2  | Sun Valley 2 | 22621        | 20. září 2022  | 8. října 2024          | 14. října 2025         | —                      | —                      |
| Windows 11 2023 Update | 23H2  | —            | 22631        | 31. října 2023 | 11. listopadu 2025     | 10. listopadu 2026     | —                      | —                      |
| Windows 11 2024 Update | 24H2  | —            | 26100        | 1. října 2024  | 12. října 2026         | 12. října 2027         | 9. října 2029          | 10. října 2034         |

## Funkce

### Uživatelské rozhraní a design
Systém Windows 11 obsahuje inovované uživatelské rozhraní, které se řídí systémem Fluent Design společnosti Microsoft; cele laděn do typické světlemodré, převládá v něm průsvitnost, stíny a zaoblené rohy. Přepracování doznala nabídka Start; ta se nyní nachází uprostřed hlavní lišty (hlavního panelu) a odstraňuje dlaždice na pravé straně. Vystředěná a zjednodušená hlavní lišta nese zástupce aplikací, které jsou, spolu s nabídkou Start, takto uživatelům „blíže na dotek“. Zobrazení úloh – funkce představená v systému Windows 10 – má osvěžený design. Mezi další změny v systému patří nové systémové ikony, zvuky a widgety (anglicky widgets).

### Nástroje
Systém Windows 11 obsahuje panel nástrojů, který je přístupný z hlavního panelu. Widgety zobrazují zprávy, sport, počasí a finance z MSN. V uniklém sestavení nelze widgety přetahovat ani měnit jejich uspořádání (ačkoli tato funkce byla v oznámení předvedena) a přístup k panelu widgetů vyžaduje přihlášení pomocí účtu Microsoft. Nahrazuje tak funkci Novinky a zájmy, které se objevily v pozdějších verzích Windows 10 také na hlavním panelu.

### Integrované aplikace
Do systému Windows 11 bude integrována služba Microsoft Teams, která bude přístupná z hlavního panelu. V rámci operačního systému bude distribuována služba Xbox Game Pass a do systému Windows 11 budou integrovány také funkce konzolí Xbox Series X a Series S, Auto HDR a DirectStorage.

### Aplikace pro Android
Windows 11 umožní uživatelům instalovat do počítače aplikace pro Android pomocí Microsoft Store.

## Minimální hardwarové požadavky
| Mikroprocesor                          | Intel Core 8. generace nebo AMD Ryzen (tj. od roku 2017), verze 24H2 vyžaduje podporu SSE4.2                                                                    |
| RAM                                    | 4 GB nebo více |
| Úložiště                               | 64 GB |
| Firmware                               | rozhraní UEFI, podpora Secure boot |
| TPM                                    | TPM (Trusted Platform Module) verze 2.0, podle oficiálního návodu Microsoftu lze snížit požadavek na verzi 1.2.                                                 |
| Grafická karta                         | kompatibilní s DirectX 12 nebo novější s ovladačem WDDM 2.0 |
| Monitor                                | displej s vysokým rozlišením (720p), který má větší úhlopříčku než 9”, 8 bitů na barevný kanál                                                                  |
| Připojení k internetu a účty Microsoft | Verze Windows 11 Home a od aktualizace 22H2 i Windows 11 Pro vyžadují připojení k internetu a účet Microsoft k dokončení nastavení zařízení při prvním použití. |

Mezi nejpodstatnější minimální hardwarové požadavky Windows 11 patří novější procesor a TPM čip. Přestože lze systém nainstalovat nebo aktualizovat z Windows 10 i když požadavky nesplňuje, není to doporučeno, protože systém bude přijímat bezpečnostní aktualizace, ale nikoliv vylepšení (tj. např. zůstanou na verzi 21H1), čímž uživatel zůstane na dále již nepodporované verzi.
Vynucená instalace Windows 11 na starších počítačích může způsobit zpomalení kvůli bezpečnostním opatřením proti hardwarovým chybám procesorů (Meltdown, Spectre a další).
Verze 24H2 vyžaduje procesor alespoň s instrukční sadou SSE 4.2, což znamená alespoň Intel Core Nehalem (2008) nebo AMD Jaguar (2013) a novější. Microsoft následně vyřadil ze seznamu oficiálně podporovaných procesorů pro verzi 24H2 procesory Intel 8., 9. a 10 generace, údajně kvůli ukončení podpory integrované grafiky (před-Xe).
Podle vyjádření firmy Microsoft z konce roku 2024 zůstane možnost instalace Windows 11 na nepodporovaných asi 400 miliónů počítačů možná, ovšem s výše zmíněným omezením, které sice umožňuje příjem bezpečnostních aktualizací, ale nikoliv ročních vylepšených verzí (feature release, např. 24H2). Na ploše se bude zobrazovat upozornění.

### TPM čip
TPM čip umožňuje bezpečné uložení šifrovacích klíčů. Podle firmy Microsoft má TPM čip zabránit útokům na firmware počítače a napadením ransomwarem, reálně slouží k jednoznačné identifikaci zařízení, vynucování DRM a softwarových licencí. V novějších počítačích je buď přítomen přímo v mikroprocesoru nebo jako samostatný čip. Windows 11 vyžadují novější verzi TPM 2.0, ale pomocí oficiálního návodu od firmy Microsoft lze požadavky snížit na verzi 1.2. TPM čip je požadován i při virtualizaci.